# Adolf Heinrich Lier

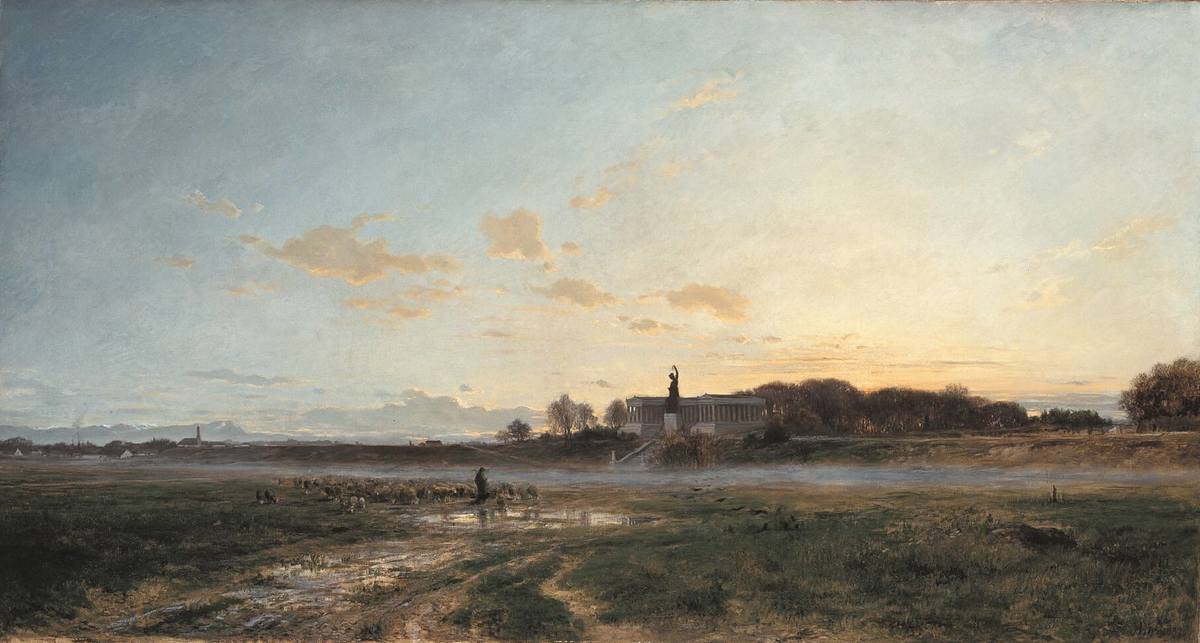
Theresienwiese mit Ruhmeshalle, 1882

Adolf Heinrich Lier (Herrnhut, 1826. május 21. – Brixen, 1882. szeptember 30.) német festő.

## Élete
Zittauban mint kőművesinas kezdte pályáját, azután a drezdai építészeti iskolában tanult, de 1849-ben Münchenben a festészetre adta magát és Zimmermann tanítványa lett. 1861-ben rövidebb, 1864-ben hosszabb időre Párizsba ment: Jules Dupré hatása alá került, ellátogatott Barbizonba is. 1865-ben Angliában tartózkodott, azután Münchenben telepedett le, ahol 1869-től 1873-ig a tájképfestés tanára volt. Legsikerültebb képei: Holdvilágos éj az Oise partján (drezdai képtár); Schleissheimi csatorna; Müncheni országút esőben; Őszi táj, hazatérő csordával; A tölgyesben; Est az Isar mellett (berlini nemzeti képtár); A Starnbergi-tó; Tó a paugi országút mellett; A freisingi mocsár Dachau mellett; A Theresienwiese (müncheni új képtár); Naplemente a skót tengerparton (stuttgarti királyi képtár).